# Costigliole d’Asti
Costigliole d’Asti – miejscowość i gmina we Włoszech, w regionie Piemont, w prowincji Asti.
Według danych na styczeń 2009 gminę zamieszkiwało 6061 przy gęstości zaludnienia 164,4 os./1 km².